# Tupiratins
Tupiratins is een gemeente in de Braziliaanse deelstaat Tocantins. De gemeente telt 2.143 inwoners (schatting 2009).